# Anton Saroka
Anton Henadziévitch Saroka (en biélorusse : Антон Генадзевіч Сарока), né le 5 mars 1992 à Minsk, est un footballeur international biélorusse jouant au poste de milieu de terrain.

## Biographie

### En sélection
Anton Saroka reçoit sa première sélection le 31 août 2017, où il remplace Ivan Maewski à la 77e minute contre le Luxembourg, dans le cadre des éliminatoires pour la Coupe du monde de 2018.

## Palmarès
Avec le BATE Borisov :
- Vainqueur de la Coupe de Biélorussie en 2019-2020 et 2020-2021.